# Папужинці
Папужи́нці — село в Україні, у Тальнівській міській громаді, Звенигородського району Черкаської області. У селі мешкає 644 людей.
У селі відкрито пам'ятник жертвам комуністичного Геноциду-Голодомору 1932—1933.

## Історія
Вперше село згадується 1638 року у грамоті короля Речі Посполитої Владислава IV. Нею він дарував вінницькому старості села Мошурів, Папужинці, Романівку.
Село постраждало внаслідок геноциду українського народу, проведеного окупаційним урядом СССР 1932—1933 та 1946–1947 роках.

## Пам'ятки
- Стінка — заповідне урочище місцевого значення.

## Відомі люди
В селі народилися
- Господаренко Григорій Миколайович (* 1958) — український вчений-агрохімік, ґрунтознавець; доктор сільськогосподарських наук, професор.
- Івченко Василь Васильович (1996—2016) — солдат Збройних сил України, учасник російсько-української війни.
- Ратушний Микола Тимофійович (1906—1958) — український радянський діяч НКВС-МВС, генерал-майр держбезпеки.
- Чупрун Пафнутій Григорович (1884—1969) — воїн Армії УНР.